# Kotlina Uwska

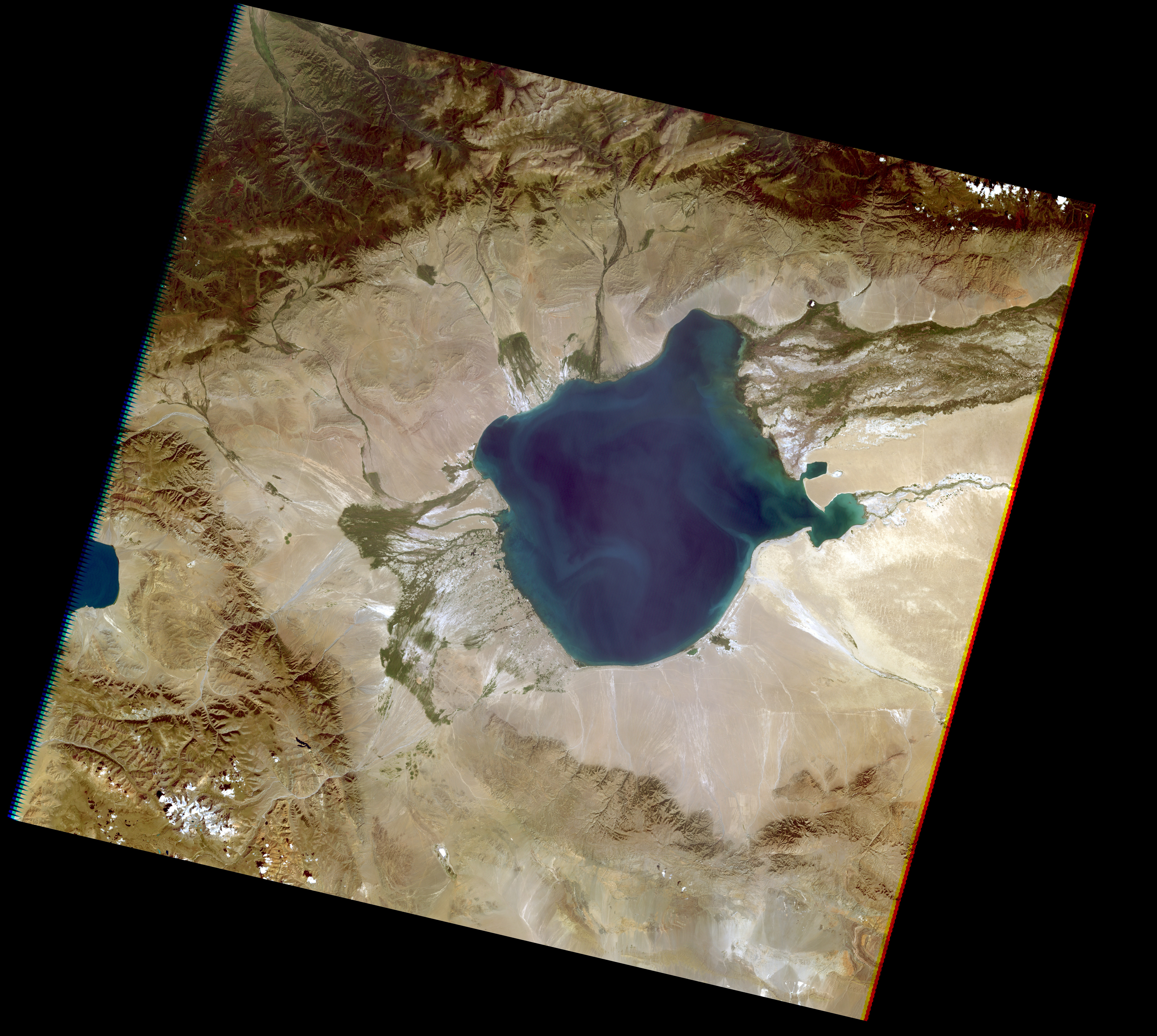
Kotlina Uwska

Kotlina Uwska, także Niecka Uwska (mong. Увс нуурын хотгор, Uws nuuryn chotgor; ros. Убсунурская котловина, Ubsunurskaja kotłowina) – obniżenie tektoniczne w północno-zachodniej Mongolii i Rosji (Tuwa), między pasmami Tannu-Oła i Chan Chöchij; północna, najbardziej nizinna część Kotliny Wielkich Jezior. Kotlina wznosi się do 1500 m n.p.m. Najniżej położonym punktem jest jezioro Uws-nur (753 m n.p.m.). Krajobraz stepowy i półpustynny. W środkowej części występują stepowe i gobijskie pastwiska.
W 2003 roku kotlina (rosyjski Rezerwat Biosfery „Kotlina Uwska” i mongolski Rezerwat Biosfery „Kotlina Uwska”) została wpisana na Listę Światowego Dziedzictwa UNESCO pod nazwą „Kotlina Uwska”.